# Unix System Laboratories

Logo der Unix System Laboratories

Die Unix System Laboratories (USL) in Murray Hill (New Jersey) waren ursprünglich ein Teil der Bell Labs. Die USL wurden dann 1990 in die UNIX Software Operation, ebenfalls ein Unternehmensbereich der Bell Laboratories, integriert. Damals fand die Unix-Entwicklung und Lizenzierung in Short Hills (New Jersey) statt. 
USL und Novell bildeten ab 1991 das Joint Venture Univel, welches die erste Version von UnixWare entwickelte.
1992 wurde USL von Novell gekauft mit allen Unix-Besitztümern, -rechten und Lizenzvereinbarungen. Die USL zogen daraufhin nach Florham Park (New Jersey) um.
Ende 1995 wurde das Unix-Geschäft von Novell an die Santa Cruz Operation (SCO, heute Tarantella, Inc.) verkauft. 
Im Jahr 2001 übernahm die Firma Caldera mehrere Geschäftsbereiche der SCO und benannte sich im August 2002 in SCO Group um. In den früheren USL wird auch weiterhin Unix-Entwicklung betrieben.